# Ivan Vystrčil
Ivan Vystrčil (* 29. června 1966 Brno) je český podnikatel a organizátor historických akcí. Je spoluzakladatelem IT společnosti BC Logia a.s. a producentem spolku Acaballado.

## Život a kariéra
Narodil se v Brně, vystudoval obor chemik-operátor na Střední průmyslové škole chemické v Pardubicích. Po ukončení školy se vrátil do Brna a nastoupil do národního podniku Lachema, později tam pracoval jako odborný učitel na místním učňovském středisku. Po revoluci se stal asistentem ředitele pro výpočetní techniku nově vzniklého SOU1. V roce 1991 opustil státní sektor a založil svou první ICT firmu Trigo, která se v roce 1996 transformovala do společnosti BC Logia a.s. Tuto společnost spoluvlastní dodnes a podniká i mimo Česko. Specializuje se na tvorbu softwaru v oblasti odpadového hospodářství pod názvem WinyX. Ivan Vystrčil žije v Němčanech u Slavkova, kde vznikl komplex koňských stájí Acaballado, který se soustřeďuje na ustájení, výcvik a chov koní. Pořádá se zde i zážitková agro-turistika a probíhají letní dětské tábory.
Od roku 2000 se věnuje reenactmentu, zejména období napoleonských válek. V roce 2003 spoluzakládal Středoevropskou napoleonskou společnost,[nenalezeno v uvedeném zdroji] jejímž byl prezidentem. Založil spolek Acaballado, se kterým zorganizoval více než sto akcí s historickou tematikou, například Napoleon v Brně, Tenkrát ve Slavkově 1805, Znojmo-Dobšice 1809. Podílel se také na organizaci akcí Krvavé jaro 1945 nebo na Veveří Eichhorn 1945 aj. Několikrát spolupracoval na Memoriálu generála Custera.
Vydal různé články k tématu napoleonských válek, psal scénáře pro historické ukázky, produkoval několik krátkometrážních filmů z cyklu Moravské elegie. Podílel se na vydání knihy Vlastimila Schildbergera Osvobození jižní Moravy v roce 1945, podle materiálů zpracovaných v knize napsal scénář tažení z Hrušek na Břeclavsku do Brna. V roce 2022 začal vydávat časopis. Podílel se na kampani pro prezidenta Petra Pavla.[zdroj?]